# Robert Southey

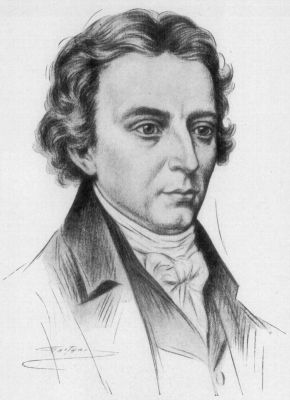
Robert Southey

Robert Southey (* 12. August 1774 in Bristol, England; † 21. März 1843 in Keswick, England) war ein englischer Dichter und Geschichtsschreiber. Er gehört zur „Seeschule“ (nach dem Lake District in Cumberland benannt) um William Wordsworth und Samuel Taylor Coleridge.

## Leben
Southey, der Sohn eines Leinwandhändlers, besuchte die Westminster School, von der er aber nach vier Jahren verwiesen wurde, da er in der von ihm begründeten Zeitschrift The Flagellant einen Artikel gegen die körperliche Züchtigung von Schülern erscheinen ließ. Er studierte am Balliol College der University of Oxford Theologie, ohne als Unitarier Aussicht auf ein Kirchenamt zu haben. In jungen Jahren war Southey ausgesprochen rebellisch und ein begeisterter Anhänger der Französischen Revolution, wie sein 1792 geschriebenes Gedicht Joan of Arc belegt. Seine radikalen Ansichten führten ihn mit Coleridge zusammen, und gemeinsam entwickelten sie den Plan, in Pennsylvania eine Kommune zu gründen. Aus dieser Idee wurde allerdings nichts. Gemeinsam mit Coleridge verfasste er 1794 das Drama The Fall of Robespierre.
Am 14. November 1795 heiratete Southey seine Kindheitsfreundin Edith Fricker und reiste Ende 1795 nach Portugal. Die Erlebnisse dieser Reise scheinen ihn von seinen radikalen politischen Ideen abgebracht zu haben. In dieser Zeit entstanden die meisten seiner heute noch bekannten Gedichte, darunter das Antikriegsgedicht The Battle of Blenheim.
Von 1800 bis 1801 war Southey wieder in Portugal. In dieser Zeit wandelte er sich endgültig zum konservativen Tory, was ihn zum Feindbild für die Generation der jüngeren Romantiker wie Percy Bysshe Shelley und George Gordon Byron machen sollte. Zurück in England lebte Southey in Greta Hall bei Keswick in Cumberland. In den nächsten Jahren verfasste er vor allem historische Versepen. Daneben übersetzte er zahlreiche Werke unter anderem aus dem Französischen und Spanischen. Ab 1807 erhielt Southey eine Staatspension, und 1813 wurde er zum „poet laureate“, d. h. zum offiziellen Hofdichter des Königshauses ernannt.
1834 erkrankte Southeys Ehefrau Edith an Demenz; er pflegte sie bis zu ihrem Tod am 16. November 1837 und heiratete am 4. Juni 1839 in zweiter Ehe die Dichterin Caroline Anne Bowles, mit der er bereits seit 1818 korrespondiert und seit 1822 zusammengearbeitet hatte. Bereits drei Monate nach der Hochzeit, im September 1839, erkrankte Southey ebenfalls an Demenz und war bis zu seinem Tod am 21. März 1843 pflegebedürftig.

„He was himself greater and better than any of his works, his life being a noble record of devotion to duty and unselfish benevolence. (Als Persönlichkeit war er größer und besser als jegliches seiner Werke, indem sein Leben ein nobles Zeugnis von Pflichterfüllung und selbstloser Güte war.)“

## Werke (Auswahl)

### Lyrik
- Wat Tyler
- Joan of Arc (1792)
- Thalaba, the Destroyer (1801)
- Metrical Tales (1804)
- Madoc (1805), über den möglichen Entdecker Nordamerikas
- The Curse of Kehama (1810)
- Carmen Triumphale (1814)
- Roderick, the last of the Goths (1814)
- The Vision of Judgement (1821)

### Prosa
- Amadis of Gaul (1803)
- Palmerin of England (1807)
- Chronicle of the Cid (1808)
- History of the Brazils (1810–19)
- Letters of Don Manuel Espriella from England to Spain
- Letters from Spain and Portugal, and Travels in those Countries
- An Account of the Madras System of Education, founded by Dr. Andrew Bell; Sir Thomas More’s Cooloquies upon the Progress and Prospects of Society
- Omniana
- Book of the Church
- History of the Peninsular War (1823–28)
- Essays Moral and Political

### Biographien
- The Life of Horatio Lord Nelson (1813)

dt. Nelson’s Leben. Ein biographisches Gemälde, Stuttgart 1837 (online bei Google Books)
- The Life of Wesley; and the Rise and Progress of Methodism (2 Bde., 1820)

dt. John Wesley’s Leben, die Entstehung und Verbreitung des Methodismus. Nach dem Englischen des Robert Southey bearbeitet. Herausgegeben von D. Friedr. Adolph Krummacher, Hamburg 1828 (online bei Google Books: Band 1, Band 2), neue wohlfeile Ausgabe Hamburg 1841
- Life of Cowper
- Life of Chatterton
- Life of Kirke White of Nottingham